# Nicole Loiselle
Pour les articles homonymes, voir Loiselle.
Nicole Loiselle est une femme politique canadienne, née le 8 mars 1954 à Montréal. Elle est députée libérale pour les conscriptions provinciales de Saint-Henri puis de Saint-Henri–Sainte-Anne au Québec entre 1989 et 2007

## Biographie
Nicole Loiselle détient un certificat en secrétariat légal de l'École progressive de Montréal.
Elle est adjointe de Donald J. Johnston, député fédéral de Westmount-Saint-Henri, de 1973 à 1988. À compter de 1987, elle est présidente de la société immobilière La Meunerie Saint-Henri. Elle est également membre du conseil d'administration de l'Association des jeunes dirigeants politiques et membre fondatrice de la Fondation du CLSC Saint-Henri.
Nicole Loiselle est députée libérale pour les conscriptions provinciales de Saint-Henri puis de Saint-Henri–Sainte-Anne au Québec entre 1989 et 2007. Elle est whip adjointe du gouvernement du 9 au 10 mars 1994 et du 29 avril 2003 au 21 février 2007. Elle ne s'est pas représentée en 2007. Elle est récipiendaire, en 2005, de la Médaille de l'Assemblée nationale.
Son père, Gérard Loiselle, est député à la Chambre des communes de 1957 à 1979.